# Bartold Reiche
Bartold Reiche, auch Barthold Reich (* um 1520, auch 1524, in Holzminden; † 15. März 1589 in Braunschweig) war ein deutscher Jurist und herzoglicher Rat im Dienst der Herzöge Heinrich d. J. und Julius von Braunschweig-Wolfenbüttel.

## Leben
Bartold Reiche wurde um 1520 in Holzminden im Fürstentum Braunschweig-Wolfenbüttel als Sohn des Bürgers Johannes Reiche und dessen Ehefrau Elisabeth, geborene Fischer, geboren. Er studierte ab 1542 in Leipzig freie Künste und erhielt dort 1549 den Grad eines Magister Artium. Aus finanziellen Gründen war Reiches Aufenthalt in Leipzig 1546 durch eine Tätigkeit in Höxter unterbrochen, wo er im Schuldienst tätig war. Eine Unterstützung durch Herzog Heinrich den Jüngeren ermöglichte eine Fortsetzung seines Studiums. Reiche war nachfolgend an der Leipziger Universität als Dekan (1551), Vizekanzler (1552) und Rektor (1553–1555) tätig. Herzog Heinrich d. J. ließ ihn ab 1555 an der Universität Bologna studieren mit der Verpflichtung, nachfolgend in herzogliche Dienste zu treten. In Bologna wurde Reiche 1557 zum Doktor beider Rechte promoviert. Bereits 1555 übernahm er eine Tätigkeit für Herzog Heinrich d. J. als mutmaßliches Mitglied der herzoglichen Kommission, die die Eheschließung des Herzogs mit der polnischen Prinzessin Sophia Jagiellonica vorbereitete und den Ehevertrag vom 30. November 1555 konzipierte.
Reiche kehrte 1558 aus Bologna zurück und trat als Rat in herzogliche Dienste. Als Mitglied des Wolfenbütteler Ratskollegiums war er an der Seite von Kanzler Joachim Mynsinger von Frundeck am Wiederaufbau des von Kriegsschäden gezeichneten Landes beteiligt. Für seine Verdienste verlieh ihm Herzog Heinrich d. J. 1559 ein Wappen, dessen Einzelteile aus dem herzoglichen Wappen entnommen sind. Im Oktober 1566 erhielt Reiche das erledigte Lehen des Claus von Mandelsloh, dessen Söhne sich gegen den Herzog aufgelehnt hatten. Ebenfalls 1566 wurde Reiche vom Kapitel des Braunschweiger Stifts St. Blasii zum Dechanten gewählt. Spätestens zu diesem Zeitpunkt muss er zum lutherischen Glauben übergetreten sein, auch wenn sein Dienstherr Heinrich d. J. bis zu seinem Tod 1568 die katholische Konfession besaß. Dessen Sohn und Nachfolger Herzog Julius hatte bereits früh mit dem Protestantismus sympathisiert und führte nun die Reformation im Land ein. Reiche wurde vom neuen Herzog für fünf Jahre als Rat bestallt und zum Mitglied des Konsistoriums, d. h. der kirchlichen Verwaltung, ernannt. Als Dechant von St. Blasii war Reiche gleichzeitig Sprecher der Landschaft, d. h. der politischen Vereinigung der Prälaten, Ritter und Städte, womit etwa die heutige Position eines Landtagspräsidenten vergleichbar ist. Da die Landschaft auch herzogliche Steuern bewilligen musste, geriet Reiche in Gegensatz zu Herzog Julius, der ihm 1572 den Sold sperrte. Obwohl die 1573 auslaufende Bestallung als Rat nicht erneuert wurde, erhielt Reiche nachfolgend herzogliche Sonderaufträge. Im Jahr 1574 war er Mitglied einer herzoglichen Kommission, die die Krönungsfeierlichkeiten des neuen polnischen Herrschers Heinrich von Valois besuchte. An der Planung der neuen, am 15. Oktober 1576 gegründeten Landesuniversität Helmstedt war Reiche ebenfalls beteiligt.
Reiche war zweimal verheiratet, in erster Ehe mit einer namentlich nicht bekannten von Atzen und seit 1560 in zweiter Ehe mit Katharina, geborene Köneke (oder Küneke). Der zweiten Verbindung entstammten sechs Kinder, darunter Johann Theodor Reiche, Kanonikus und Senior von St. Blasius in Braunschweig, und Conrad Caspar Reiche, Landrentmeister und Propst zu Lamspringe. Beide standen wie ihr Vater in braunschweigisch-herzoglichen Diensten. Bartold Reiche starb am 15. März 1589 in Braunschweig.

## Schriften (Auswahl)
- Epitaphia Clariss. principum Caroli Victoria et Philippi Magni ... ad illustriss. Principem Henricum ... Gedicht. An Herzog Heinrich d. J. gerichteter Nachruf auf den Tod seiner beiden 1553 in der Schlacht bei Sievershausen gestorbenen Söhne Karl Viktor und Philipp Magnus.
- Epigramma. Clarissimi viri. Virtute et doctrina praestantissimi D. Bartoldi Richii, J. U. Doctoris ... Gedicht. Appell an die Teilnehmer der Synode von Zerbst im Jahr 1570, den Frieden und die Einigkeit der Kirchen über alles zu stellen.
- Hoffgerichts Ordnung: Des Durchleuchtigen Hochgebornen Fürsten unnd Herrn/ Herrn Juliussen/ Hertzogs zu Braunschweig/ und Lüneburgk/ etc.Auffs new verbessert/ gemehret/ und wiederumb in Druck gegeben. Wolfenbüttel 1611.